# Anabasis eriopoda
Anabasis eriopoda (Schrenk) Paulsen – gatunek rośliny z rodziny szarłatowatych (Amaranthaceae Juss.). Występuje naturalnie w Iranie, Afganistanie, Azji Środkowej, Mongolii oraz zachodnich Chinach (północna część regionu autonomicznego Sinciang). 

## Morfologia
PokrójBylina dorastająca do 15–30 cm wysokości. Pędy są owłosione.
LiścieMają kształt od szydłowatego do trójkątnego. Mierzą 2–3 mm długości. Blaszka liściowa jest o tępym wierzchołku.
KwiatyPojedyncze, rozwijają się w kątach pędów. Działki kielicha mają kształt od eliptycznego do owalnego i dorastają do 2–3 mm długości.
OwoceNiełupki przybierające kształt pęcherzy, przez co sprawiają wrażenie jakby były napompowane. Mają kształt od jajowatego do niemal kulistego i osiągają 3–4 mm długości.

## Biologia i ekologia
Rośnie na pustyniach i skarpach. Kwitnie od czerwca do sierpnia.